# Joshua Vanneck (2e baron Huntingfield)
Joshua Vanneck, 2e baron Huntingfield (12 août 1778 - 10 août 1844) est un pair britannique et membre du Parlement .

## Biographie

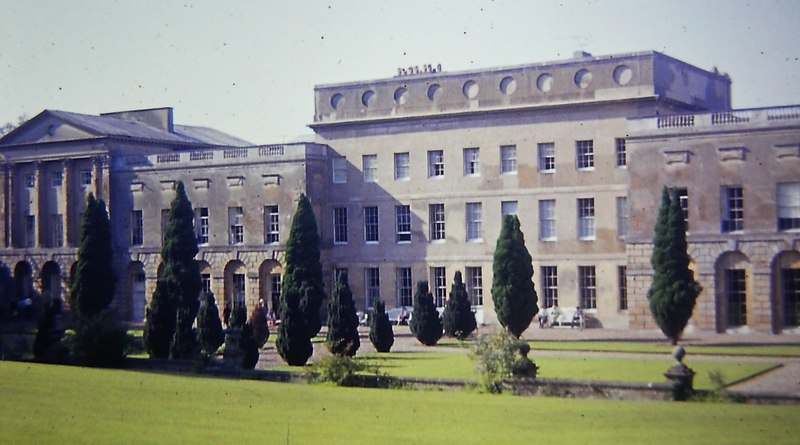
Heveningham Hall - siège des barons Huntingfield

Il est le fils de Joshua Vanneck (1er baron Huntingfield) et de Maria Thompson. Son grand-père paternel, Joshua Vanneck, 1er baronnet, a émigré des Pays-Bas en 1722 et est devenu un important marchand de Londres. En 1816, il succède à son père à la fois en tant que second baron Huntingfield et en tant que député conservateur de Dunwich, siège qu'il occupe jusqu'en 1819. La baronnie de Huntingfield est une pairie irlandaise et ne lui donne pas droit à un siège à la Chambre des lords.
Lord Huntingfield épouse Frances Catherine Arcedeckne, fille de Chalenor Arcedeckne, en 1810. Elle meurt en 1815 et en 1817 il se remarie à Lucy Anne Blois, fille de Charles Blois, 6e baronnet. Il meurt en août 1844, à l'âge de 65 ans, et son fils de son deuxième mariage, Charles, lui succède. Lady Huntingfield est décédée en 1889.